# 開城市
開城市（朝鲜语：／ Kaesŏng-si */?），又名松都（송도）、松岳、開京（개경）、松京（송경），是朝鮮民主主義人民共和國的第五大城市，近郊所產的高麗人參馳名國際。亦為高麗時代的古都，經歷了五百多年的繁榮，傳統商業興盛。在二戰剛結束時隸屬大韩民国京畿道，在朝鲜战争後因接近三八線而成為朝鲜民主主义人民共和国的邊境城市。2004年至2016年曾營運開城工業地區，容許來自韓國及世界各地投資者開設工廠。

## 历史

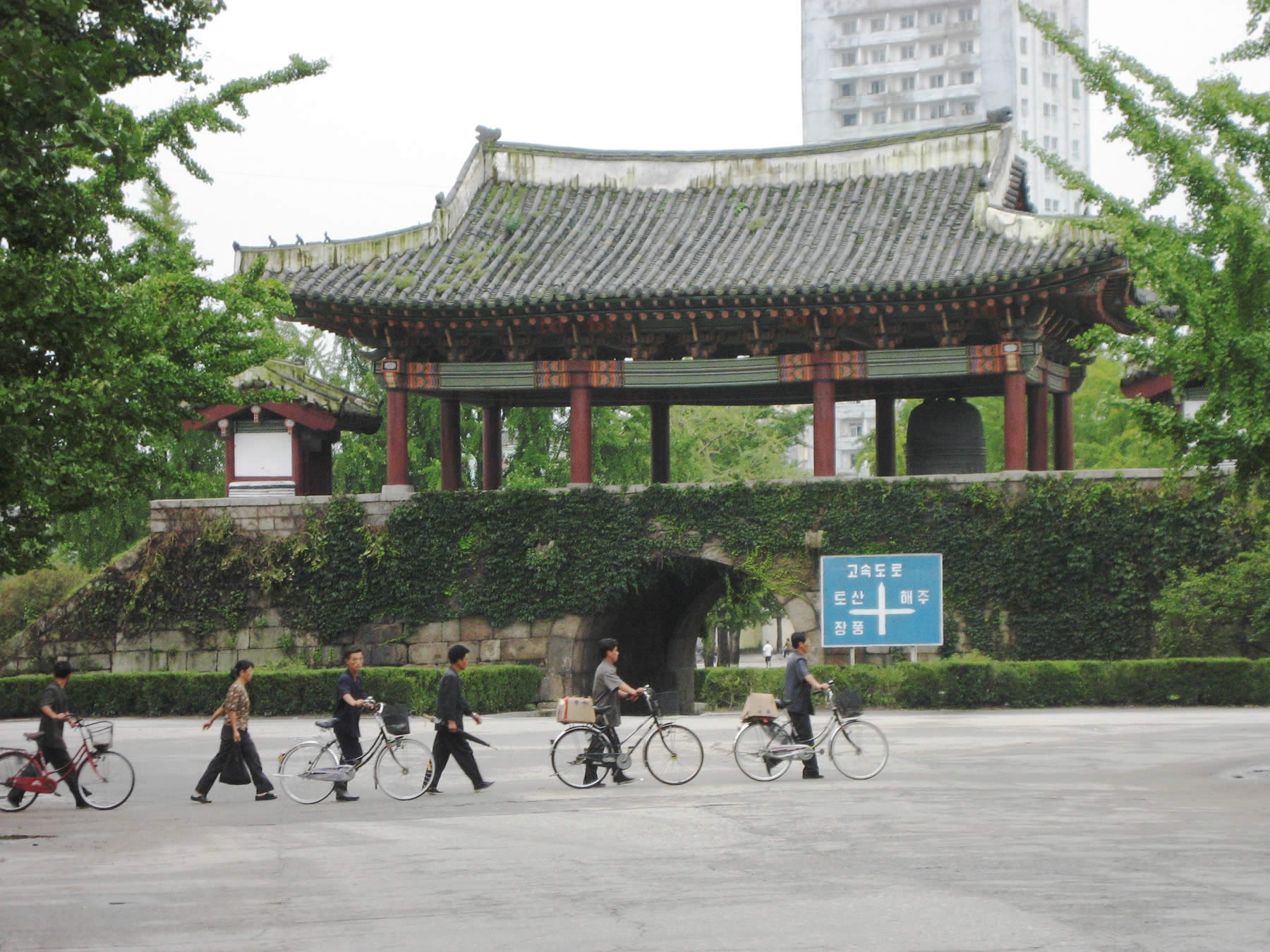
開城南大門

公元前108年，西汉漢武帝在朝鲜半岛设置郡县，今开城属于乐浪郡与真番郡交界处；魏晋南北朝时乐浪郡南部分设带方郡，开城属于带方。
乐浪郡被高句丽占領后，带方郡開城成为百濟的「冬比忽城」，后高句丽获得冬比忽城。開城內城卽勃禦塹城，高麗稱皇城，有十三門。
開城在统一新羅一改為汉地名松岳郡。景德王十六年（757年）改開城郡。在當時，開城原是當地豪族的封地，當中以王氏為代表。新羅真聖王十年（898年），弓裔使王建築勃禦塹城。新羅孝恭王五年（901年）弓裔建都稱後高句麗，九年（905年）遷都鐵原。
918年，王建推翻後高句麗即位，建立高麗。次年（919年），把首都從鐵原遷回開城，並改開城為開州。光宗十一年改稱皇都，成宗十四年改開城府。
顯宗二十年（1028年）築開京羅城，城基周二萬九千七百步，門二十二門，號曰崇仁、宣旗、保定、光德、德山、會賓、仙溪、泰安、弘仁、乾德、保泰、宣義、狻猊、定平、仙岩、慈安、彰義、迎陽、安和、成道、會昌、安定，用丁夫三十萬四千四百人。城中有高麗故宮壽昌宮（朝鮮王朝廢爲倉廩）、仁德宮、壽德宮等建筑。
恭愍王十年（1360年）集都人修城門，辛禑三年（1376年）命修京城，恭讓王三年發五道丁夫築內城，尋罷之。
太祖三年遷都漢陽，置留後司於都內，並改稱開豐郡（亦作海豐郡），結束了開城擔任國家首都達476年的歷史。开城成为京畿道的一座重要城市。

### 現代
開城在朝鮮光復後至韓戰前隸屬韓國，但在韓戰停戰協議後併入朝鮮。1954年，開城被劃歸黃海北道。1957年，開城市與開豐郡及板門郡統合，設立開城直轄市；1960年，長豐郡併入其中。2002年，朝鮮廢除板門郡，原板門郡的一部分組成開城工業地區。2003年6月，開豐郡及長豐郡脫離開城併入黃海北道；同年9月，取消開城直轄市之地位，復歸黃海北道管轄，降級為特級市。
2019年10月，再度將開豐郡併入並升格為特別市，脫離黃海北道管轄。2020年，開豐郡改為開豐區域，並復設原板門郡為板門區域。
2023年2月，黃海北道長豐郡併入開城特別市。

## 地理

开城

位於朝鮮半島的中西部的低地，被京畿道、黃海北道、黃海南道及江原道包圍。市區被松岳山（海拔489米）、蜈蚣山 (오공산/지네산) 等山脈環抱。
- 境內山峰：子男山（104米）、Mountain Myoji（高765米）、Kuksa Peak（高153米）、Mountain Taegae（高592米）、松岳山（高489米）
- 境內河流：禮成江、臨津江、 沙川河、Sami Stream
- 境內平原：臨津平原（500平方公里）、月岩平原（80平方公里）
- 境內主要湖泊：松都水库（1.5平方公里）、Ongryon Reservoir（1.27平方公里）

## 天氣

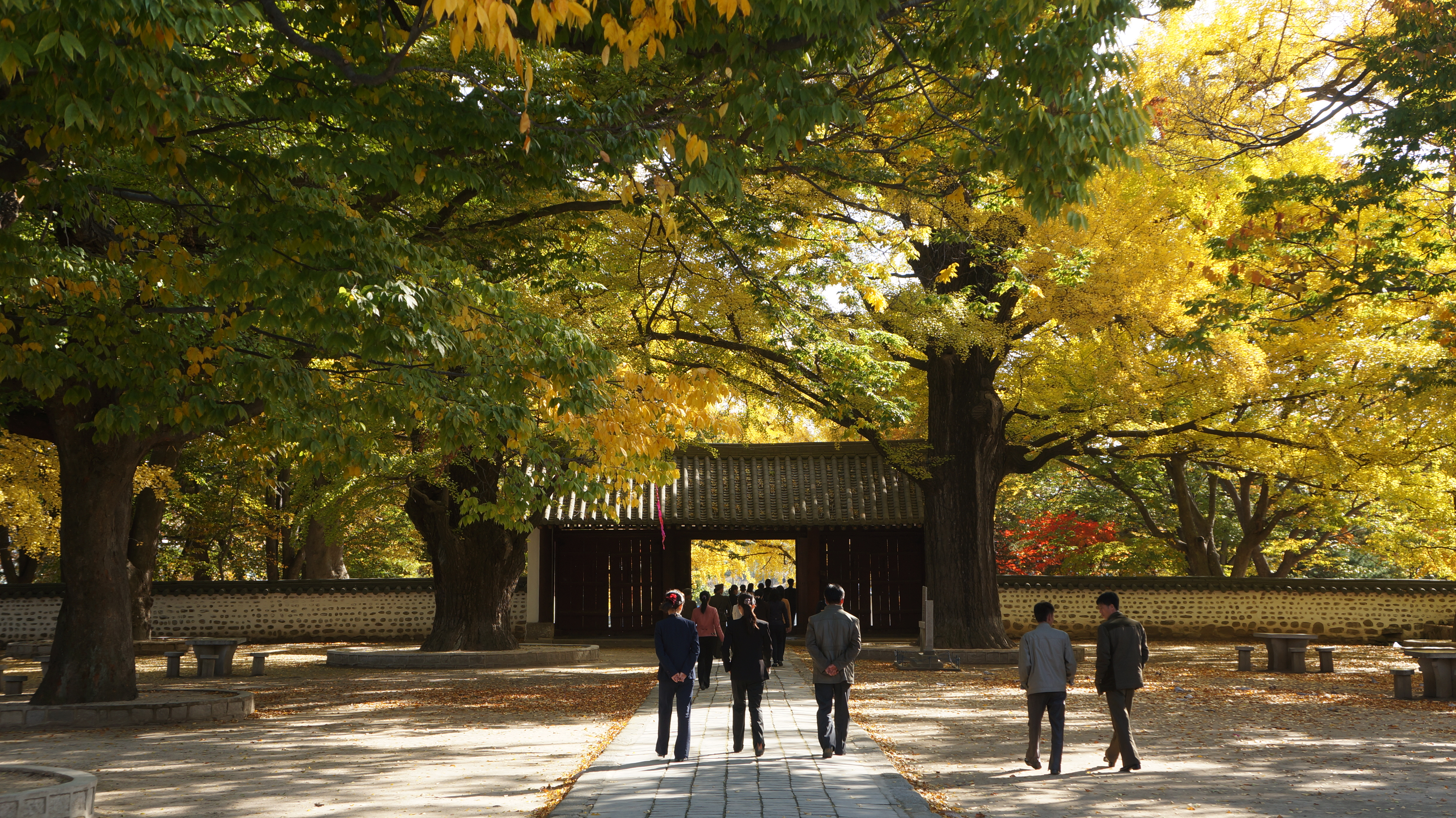
开城秋叶

| 月份 | 平均氣溫（℃） | 平均降雨量（毫米） |
| ---- | ------------- | ------------------ |
| 1月  | -5.4          | 18.3               |
| 2月  | -2.8          | 22.0               |
| 3月  | 2.9           | 41.4               |
| 4月  | 10.2          | 81.4               |
| 5月  | 15.7          | 89.3               |
| 6月  | 20.2          | 124.2              |
| 7月  | 23.8          | 392.7              |
| 8月  | 24.4          | 302.5              |
| 9月  | 19.3          | 130.8              |
| 10月 | 12.6          | 42.7               |
| 11月 | 5.0           | 34.6               |
| 12月 | -2.4          | 22.2               |
| 全年 | 10.3          | 1,302.1            |

## 行政區域
開城市現由2區域、1郡、及暫未設區域管轄的27洞、5里組成，名稱如下。
| - 開豐區域（개풍구역） - 板門區域（판문구역） | - 長豐郡（장풍군） | - 高麗洞（고려동） - 冠訓洞（관훈동） - 南門洞（남문동） - 南山1-2洞（남산동） - 南安洞（남안동） - 內城洞（내성동） - 德巖洞（덕암동） - 銅峴洞（동현동） - 東興洞（동흥동） | - 龍山洞（룡산동） - 龍興洞（룡흥동） - 滿月洞（만월동） - 紡織洞（방직동） - 步仙洞（보선동） - 扶山洞（부산동） - 北安洞（북안동） - 善竹洞（선죽동） - 城南洞（성남동） | - 松嶽洞（송악동） - 勝戰洞（승전동） - 驛前洞（역전동） - 雲鶴1-2洞（운학동） - 恩德洞（은덕동） - 子男洞（자남동） - 海雲洞（해운동） - 朴淵里（박연리） - 三居里（삼거리） - 解線里（해선리） - 廣畓里（광답리） - 新光里（신광리） |

## 工業

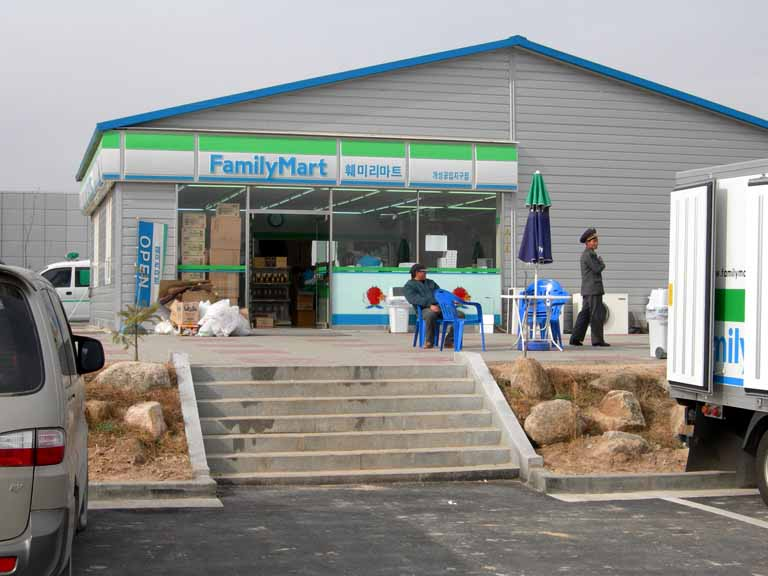
开城工业园里的FamilyMart商店（現已關閉）

開城是朝鮮的輕工業中心。市區設有珠寶首飾加工廠、開城人參加工廠、刺繡廠等。

### 工业区
2000年8月，金正日决定跟大韩民国现代集团合作开设开城工业區。朝方提供土地和劳动力，韩方提供资本，技术和电力。
2002年11月，朝鮮制定开城工业地区法。2003年6月，开始建设第1期区划，2005年已经出产一些产品，韩国人员越三八线往来开城。
2013年4月至9月间短暂关闭。2016年2月，朝鲜宣布关闭开城工业区，并将园区划为军事管制区。

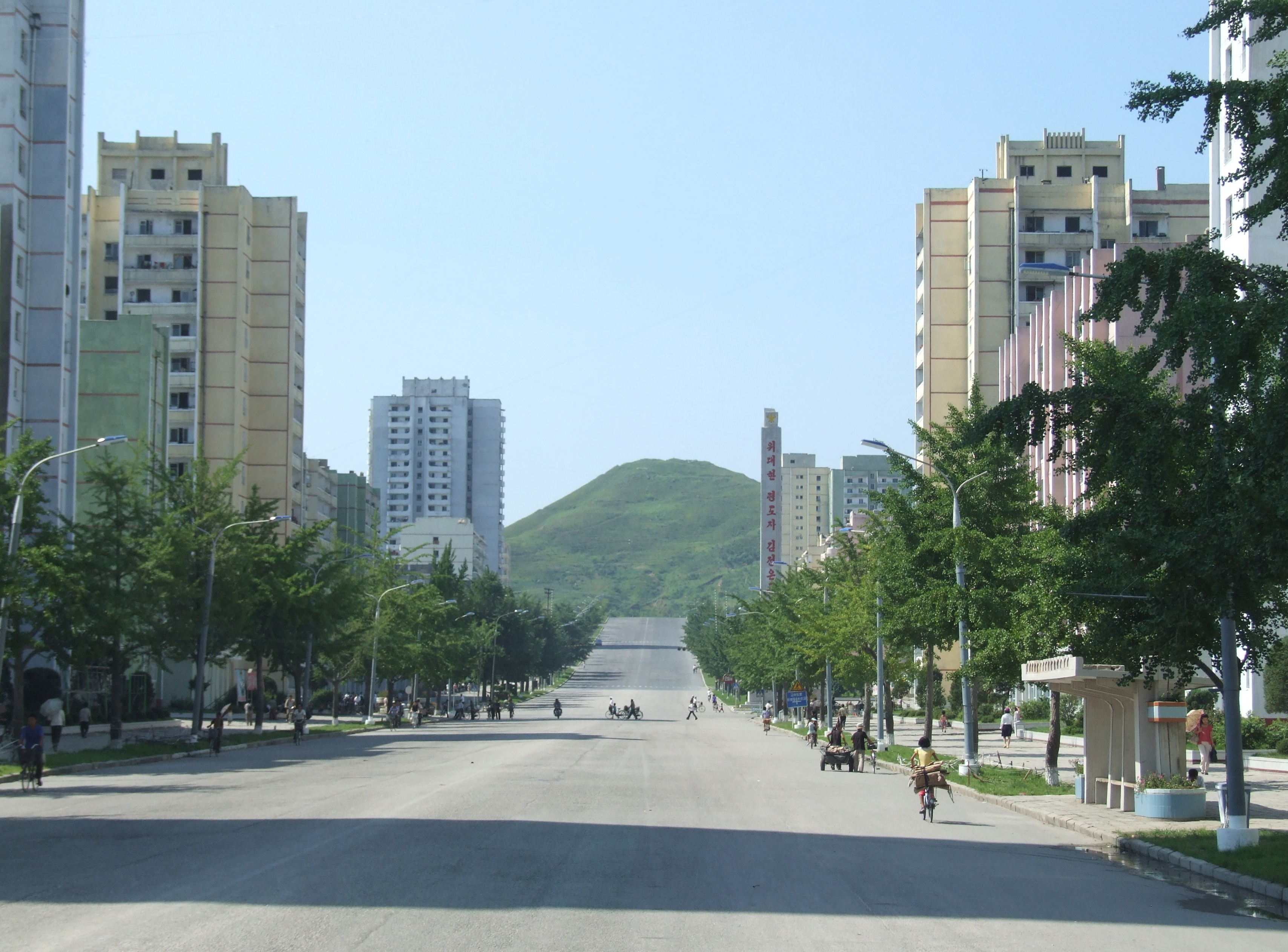
开城道路

## 交通
- 以鐵路及高速公路連通首都平壤市及全國各地。開城設有一個軍民兩用机场
- 開城市－平壤市的全程約122公里：
  - 開城－沙里院：約58公里；
  - 沙里院－平壤：65公里。
- 從開城市至東南部的板門店的全程約8公里

## 高等院校

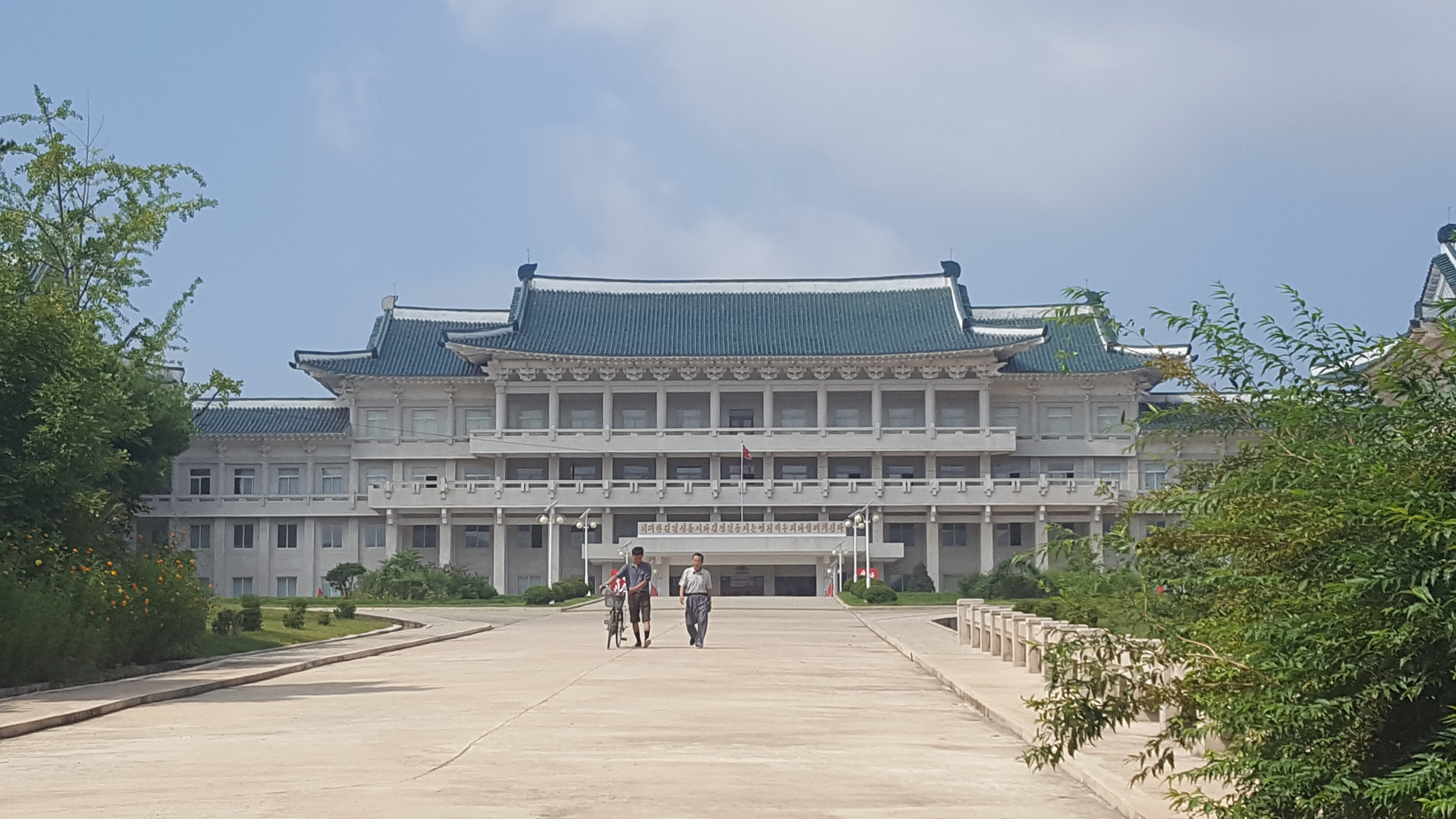
开城成均馆大学

- 高麗成均館輕工業綜合大學（Koryo Songgyungwan University of Light Industry）
- 黨員大學（Communist University）
- 藝術大學（Art College）
- 松都大學
- 松都師範大學

## 觀光熱點

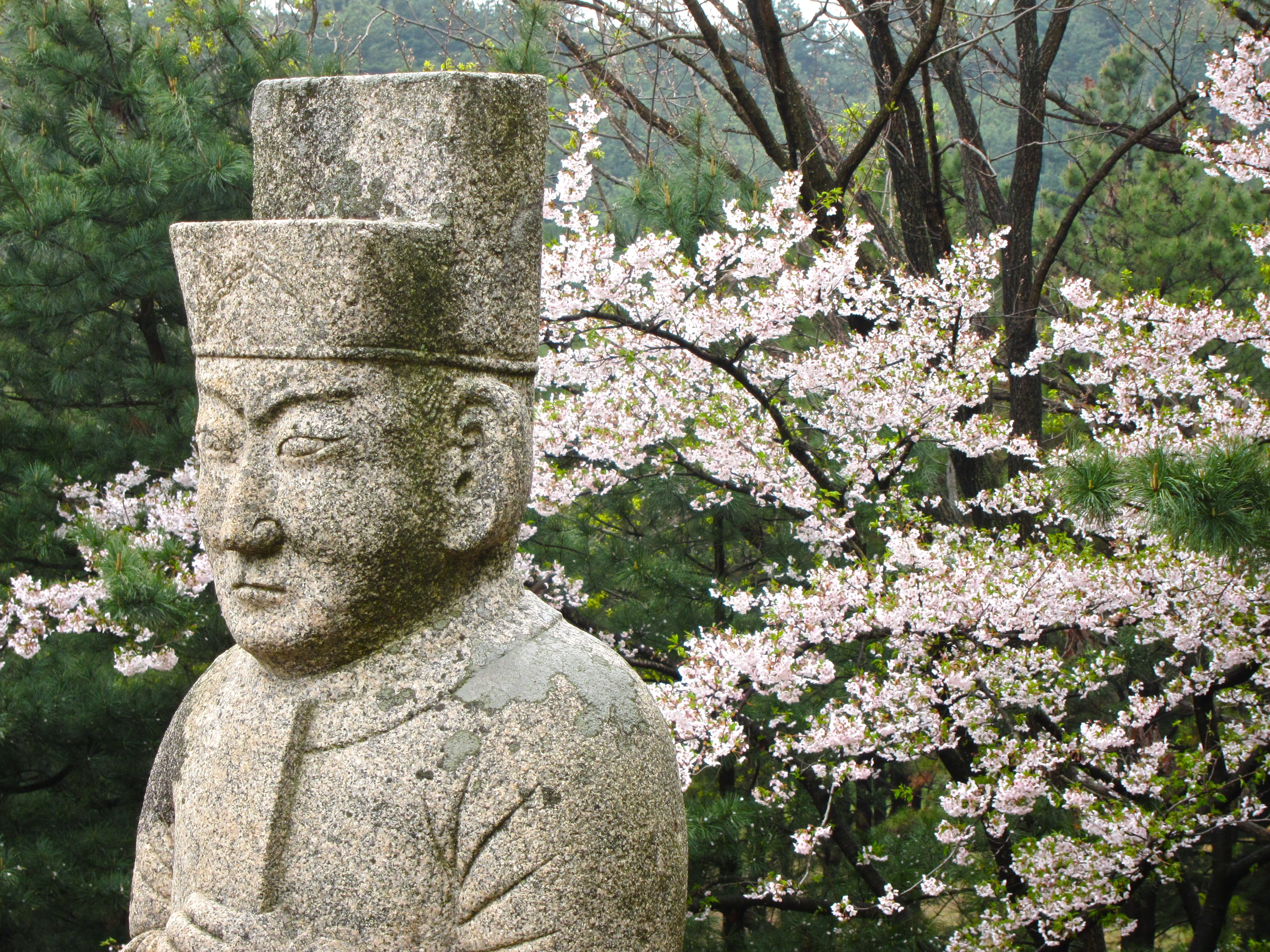
恭愍王陵

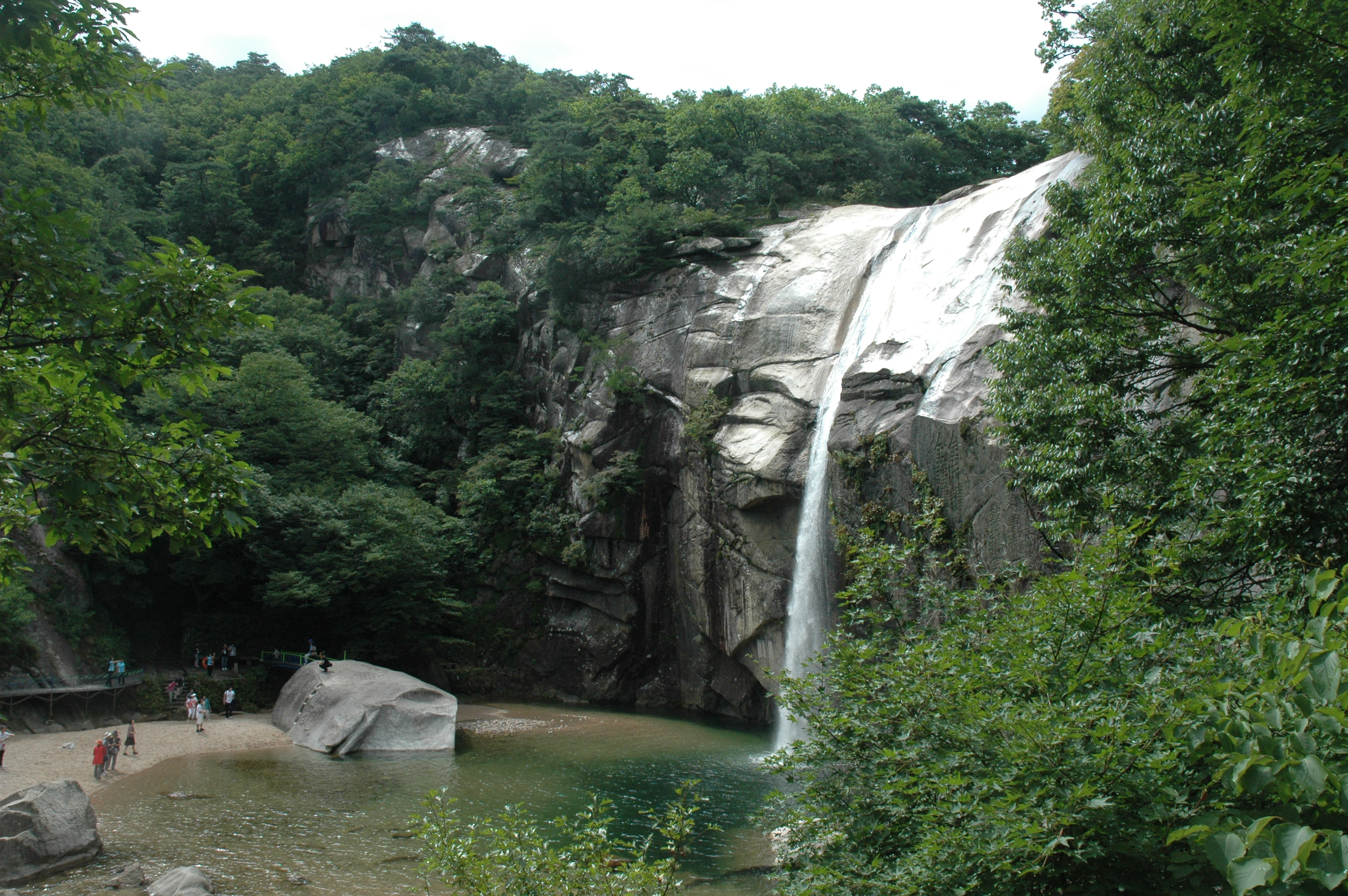
朴淵瀑布

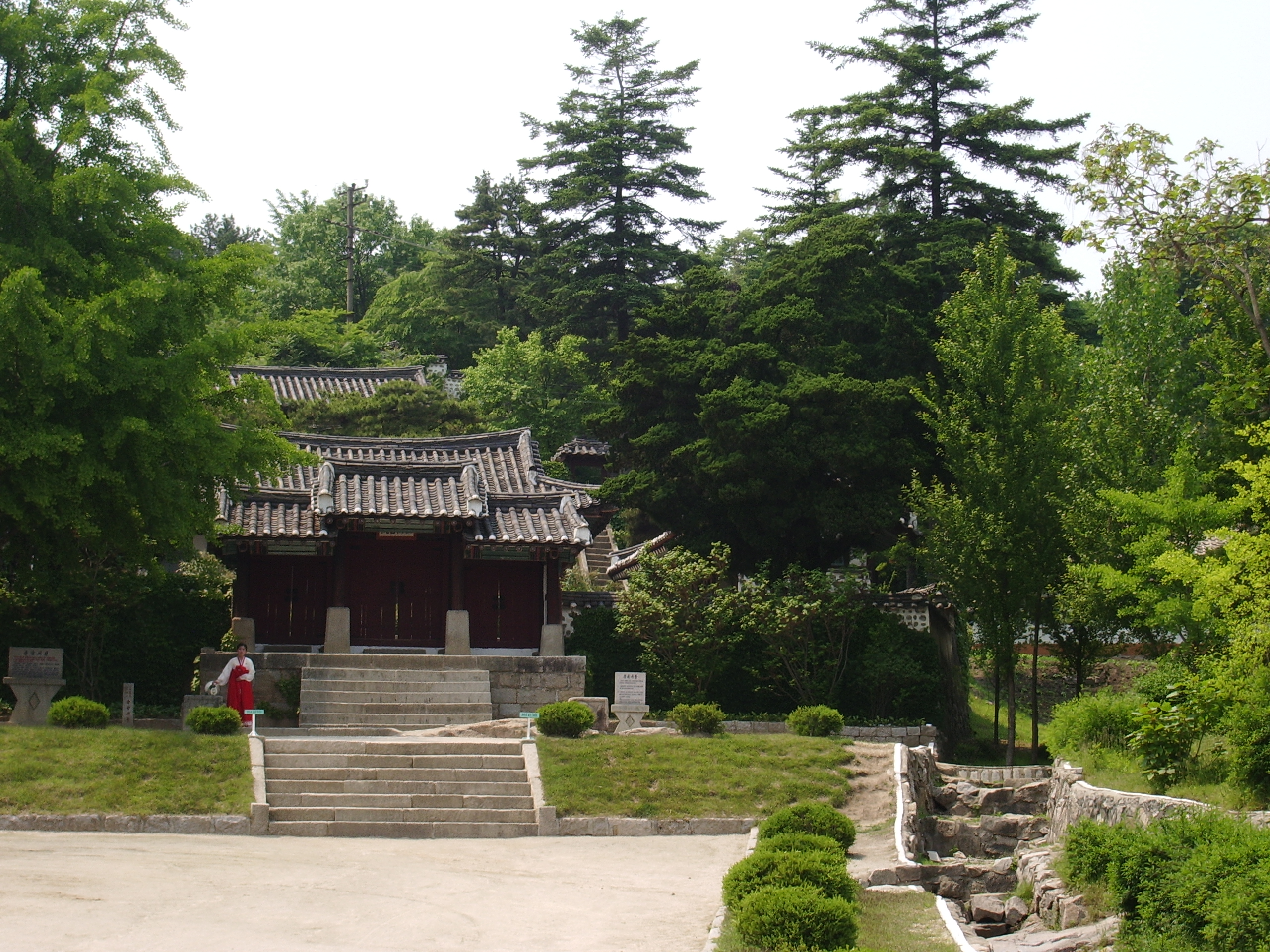
崧陽書院

高麗博物館薈萃高麗時代的珍貴文物，還有滿月臺、開城南大門、成均館，市郊有歷代王宮王陵遺跡及古跡等70多處、及北部24公里的朴淵瀑布天然景物。
- 高麗博物館 (Koryo Museum)
- 滿月臺(Manwoldae)：位於「松岳山」(Mountain Songak)南麓，高麗時代的王宮遺跡，佔地約1,250,000平方公呎，現時僅存宮址及礎石
- 觀音寺(Kwanum Temple)的遺跡：位於「大興山城」的北門內約一公里處，建於公元970年，現存建築有「大雄殿」、「僧房」、高麗時代的「七層石塔」、「觀音窟」
- 開城南大門 (Nam Gate in Kaeson)
- 成均館 (Koryo Songgyungwan)
- 景德宮
- 觀德亭 (Kwangdok Pavilion)
- 瞻星臺 (Chomsongdae)
- 善竹橋 (Sonjuk Bridge)
- 大興山城 (Taehungsan Fort)
- 朴淵瀑布 (Pakyon Falls)
- 棚撒亭(Pomsa Pavilion)
- 弦化寺 (Anhwa Temple)
- 大興寺 (Taehung Temple)
- 靈通寺 (Ryongthong Temple)
- 開城大佛
- 兴国寺
- 觀光飯店
  - 開城民俗旅館：位於「子男山」的面西麓，原來是李朝時代（公元1392至1910年）建成的朝鮮風格之民居，在公元1989年被改建成設有50幢客房的二級觀光飯店。
  - 子男山飯店：位於「子男山」的東麓，設有43幢客房的二級觀光飯店。

## 風味菜餚
- 泥鰍魚湯：把牛肉炒後加涼水，再把豆腐、泥鰍魚、洋蔥、辣椒放進鍋內煮。
- 八寶飯：用蒸籠蒸出糯米，攙和香油、蜂蜜、白糖，加上大棗、栗子、醬油等。
- 湯圓：小豆湯圓，綠豆湯圓、黃豆湯圓、芝麻湯圓等。
- 神仙爐：使鍋內的湯經常沸騰，把肉片或蔬菜放在鍋裏，隨煮隨吃。材料：海參、蝦、肉片、魚、蔬菜、野菜、水果等另行加工後，炒的、煎的、生拌的、丸子等放進鍋裏煮吃。
- 蜜餅
- 粘米糖糕

## 友好城市
- 波蘭克拉科夫（1986）
- 秘魯库斯科（1990）
- 马来西亚哥打巴鲁
- 香港

## 外部連結
- 朝鮮地圖 （页面存档备份，存于）
- North Korean documentary on Kaesong City 开城城市纪录片，1987年 （页面存档备份，存于）